# Salvatore Pappalardo
Salvatore Pappalardo (Villafranca Sicula, 23 de setembro de 1918 - Palermo, 10 de dezembro de 2006) foi um cardeal italiano da Igreja Católica Romana que foi Arcebispo de Palermo por mais de 25 anos, de 1970 a 1996. Ele foi o primeiro clérigo sênior da Sicília a falar contra o Máfia, quebrando seu código de omertà (voto de silêncio).
Ele não deve ser confundido com o arcebispo emérito de Siracusa, na Itália, do mesmo nome e sobrenome, que não é cardeal, mas é, como este, um arcebispo metropolitano de uma província eclesiástica.

## Biografia
Pappalardo nasceu em Villafranca Sicula na Sicília. Foi ordenado sacerdote em Roma em 12 de abril de 1941 e foi Conselheiro da Secretaria de Estado do Vaticano de 1947 a 1965, recebendo em 1951 o título de Privado Chamberlain para o Papa João XXIII e em 1961 o de Prelado Nacional . Foi nomeado arcebispo titular de Mileto em 7 de dezembro de 1965 e serviu como pró-núncio apostólico na Indonésia de 1965 a 1969. Foi presidente da Pontifícia Academia Eclesiástica de Roma de 1969 a 1970. Ele sucedeu ao cardeal Francesco Carpinocomo arcebispo de Palermo em 17 de outubro de 1970. Ele foi proclamado Cardeal-Sacerdote de Santa Maria Odigitria dei Siciliani pelo Papa Paulo VI em 5 de março de 1973.
Ele foi considerado papabile no conclave em outubro de 1978, após a morte do Papa João Paulo I: uma reportagem de capa da revista Time disse que ele poderia se tornar o primeiro papa siciliano em 12 séculos.
Pappalardo falou contra a máfia dos anos 80. No funeral de Carlo Alberto Dalla Chiesa, em 1982, assassinado juntamente com sua esposa em Palermo, ele criticou o governo italiano por não garantir a segurança na Sicília, criticando implicitamente a Máfia, mas evitando mencionar a organização pelo nome. Ele tornou-se mais explícito no início dos anos 90, depois que outros advogados, policiais e padres anti-máfia foram assassinados. No funeral de Giovanni Falcone em 1992, que também foi assassinado junto com sua esposa perto de Palermo, ele descreveu os assassinos como parte de uma "sinagoga de Satanás", levando a críticas de judeus italianos.. Mais tarde, ele pediu desculpas, tendo significado a palavra sinagoga em seu "antigo sentido, como um local de reunião". Em 1993, no funeral do padre assassinado Pino Puglisi , ele chamou o povo da Sicília para se levantar contra a máfia. Ele foi premiado com o título de Cavaleiro da Grã-Cruz da República Italiana pelo Presidente italiano Sandro Pertini.
Ele se aposentou em 4 de abril de 1996, sucedido por Salvatore De Giorgi. Ele morreu em Palermo e foi enterrado na capela de Santa Cristina na Catedral de Palermo em 12 de dezembro de 2006.